# Lamprophiidae
Lamprophiidae is een familie van slangen die behoort tot de superfamilie Elapoidea.

## Naam en indeling
De groep werd voor het eerst beschreven door Leopold Fitzinger in 1843. Er zijn 86 verschillende soorten die verdeeld zijn in zeventien geslachten. Hiervan zijn zes geslachten monotypisch, wat betekent dat ze slechts door een enkele soort worden vertegenwoordigd.
De familie werd lange tijd tot de superfamilie Colubroidea gerekend en werd verdeeld in zeven verschillende onderfamilies en enkele honderden soorten. De onderfamilies zijn echter afgesplitst en worden tegenwoordig (sinds 2019) beschouwd als aparte families binnen de Elapoidea. Ook binnen de oorspronkelijke groep (Lamprophiinae) zijn enkele groepen opgesplitst, bijvoorbeeld de soorten uit de geslachten Limaformosa en Mehelya die vroeger tot het geslacht Gonionotophis werden gerekend.

## Verspreidingsgebied
De slangen komen voor in grote delen van Afrika tot in het Midden-Oosten. Ze leven in uiteenlopende habitats, veel soorten komen voor in drogere streken zoals savannen en graslanden. De soorten uit het geslacht Lycodonomorphus echter zijn aan te merken als echte waterbewoners. Alle soorten zijn giftig, maar het gif is niet gevaarlijk voor de mens. 

## Geslachten
De familie omvat de volgende geslachten, met de auteur en het verspreidingsgebied.
| Naam                              | Auteur                          | Soorten | Verspreidingsgebied |
| --------------------------------- | ------------------------------- | ------- | --- |
| Boatandslangen (Boaedon)          | Duméril, Duméril & Bibron, 1854 | 18      | Afrika; Angola, Benin, Botswana, Burkina Faso, Centraal-Afrikaanse Republiek, Congo-Brazzaville, Congo-Kinshasa, Djibouti, Equatoriaal-Guinea, Ethiopië, Gabon, Gambia, Ghana, Guinee-Bissau, Guinee, Ivoorkust, Kameroen, Liberia, Mali, Marokko, Mauritanië, Mozambique, Namibië, Niger, Nigeria, Oeganda, Rwanda, Sao Tomé en Principe, Senegal, Sierra Leone, Soedan Somalië, Togo, Tsjaad, Zuid-Afrika, Zambia en Zimbabwe |
| Bothrolycus                       | Günther, 1874                   | 1       | Afrika; Congo-Brazzaville, Congo-Kinshasa, Equatoriaal-Guinea, Gabon en Kameroen |
| Groefoogslangen (Bothrophthalmus) | Peters, 1863                    | 2       | Afrika; Angola, Congo-Kinshasa, Congo-Brazzaville, Oeganda, Nigeria, Benin, Ghana, Ivoorkust, Liberia, Sierra Leone, Kameroen, Equatoriaal-Guinea, Centraal-Afrikaanse Republiek en Gabon |
| Chamaelycus                       | Boulenger, 1919                 | 3       | Afrika; Congo-Kinshasa, Congo-Brazzaville, Gabon, Angola, Equatoriaal-Guinea, Kameroen, Nigeria, Togo, Ghana, Ivoorkust, Liberia, Sierra Leone, Centraal-Afrikaanse Republiek en Oeganda, mogelijk in Benin |
| Dendrolycus                       | Günther, 1874                   | 1       | Afrika; Congo-Brazzaville, Congo-Kinshasa en Kameroen |
| Gonionotophis                     | Boulenger, 1893                 | 3       | Afrika; Guinee-Bissau, Guinee, Ivoorkust, Ghana, Togo, Nigeria, Kameroen, Centraal-Afrikaanse Republiek, Senegal, Liberia, Mali, Tsjaad, Congo-Kinshasa, Congo-Brazzaville, Gabon, Angola en Oeganda, mogelijk in Benin |
| Gracililima                       | Günther, 1888                   | 1       | Afrika; Zimbabwe, Botswana, Mozambique, Zuid-Afrika, Swaziland, Namibië, Tanzania, Kenia, Rwanda, Burundi, Malawi, Zambia, Congo-Kinshasa en Somalië |
| Hormonotus                        | Duméril, Duméril & Bibron, 1854 | 1       | Afrika; Angola, Congo-Kinshasa, Congo-Brazzaville, Oeganda, Gabon, Equatoriaal-Guinea, Centraal-Afrikaanse Republiek, Kameroen, Nigeria, Benin, Togo, Ghana, Ivoorkust, Guinee, Sierra Leone en Liberia |
| Inyoka                            | Schaeffer, 1970                 | 1       | Afrika; Swaziland en Zuid-Afrika |
| Lamprophis                        | Fitzinger, 1843                 | 7       | Afrika; Zuid-Afrika, Swaziland, Lesotho, Mozambique, Namibië, de Seychellen, Ethiopië en Botswana |
| Limaformosa                       | Csíki, 1903                     | 6       | Afrika; Angola, Benin, Botswana, Burkina Faso, Burundi, Centraal-Afrikaanse Republiek, Congo-Brazzaville, Congo-Kinshasa, Eritrea, Ethiopië, Gabon, Gabon, Ghana, Guinea, Ivoorkust, Kameroen, Kenia, Liberia, Malawi, Mali, Mozambique, Namibië, Niger, Nigeria, Oeganda, Rwanda, Senegal, Sierra Leone, Soedan, Somalië, Swaziland, Tanzania, Togo, Zambia, Zimbabwe en Zuid-Afrika                                           |
| Lycodonomorphus                   | Fitzinger, 1843                 | 9       | Afrika; Angola, Congo-Kinshasa, Zimbabwe, Mozambique, Zuid-Afrika, Swaziland, Lesotho, Botswana, Malawi, Zambia, Tanzania en Rwanda, mogelijk in Congo-Brazzaville |
| Wolfsslangen (Lycophidion)        | Fitzinger, 1843                 | 20      | Afrika; Angola, Benin, Botswana, Burkina Faso, Burundi, Centraal-Afrikaanse Republiek, Congo-Brazzaville, Congo-Kinshasa, Egypte, Eritrea, Ethiopië, Gabon, Gambia, Ghana, Guinee-Bissau, Guinee, Ivoorkust, Kameroen, Kenia, Liberia, Malawi, Mali, Mozambique, Namibië, Niger, Nigeria, Oeganda, Rwanda, Senegal, Sierra Leone, Soedan, Soedan, Somalië, Tanzania, Togo, Tsjaad, Zambia, Zimbabwe en Zuid-Afrika              |
| Vijlslangen (Mehelya)             | Csíki, 1903                     | 5       | Afrika; Guinea, Sierra Leone, Ivoorkust, Ghana, Togo, Nigeria, Kameroen, Centraal-Afrikaanse Republiek, Congo-Kinshasa, Congo-Brazzaville, Oeganda, Angola, Gabon, Liberia, Guinee-Bissau en Senegal, mogelijk in Benin |
| Micrelaps                         | Boettger, 1880                  | 3       | Afrika en het Midden-Oosten; Israël, Syrië, Jordanië, Libanon, Somalië, Ethiopië, Kenia en Tanzania |
| Montaspis                         | Bourquin, 1991                  | 1       | Afrika; Zuid-Afrika, mogelijk in Lesotho |
| Pseudoboodon                      | Peracca, 1897                   | 4       | Afrika; Ethiopië en in Eritrea |